# نهر كوفو
نهر كوفو هو نهر في غرب أفريقيا وينبع من دولة توغو لكنه يسري عبر 125 كيلومتر خلال دولة بنين.
يشكل نهر كوفو جزءًا من الحدود الدولية بين دولتي توغو و بنين ويعتبر حدودًا بين اقليم كوفو واقليم زيو.